# Without Your Love (nummer van Roger Daltrey)
"Without Your Love" is een nummer van The Who-zanger Roger Daltrey geschreven door Billy Nicholls.
Het nummer is afkomstig van zijn album McVicar en uitgebracht in 1980.  Het nummer is geschreven voor de soundtrack van de film McVicar, een filmbiografie van de Engelse bankrover John McVicar. Deze film werd geproduceerd door Daltrey, die zelf ook de hoofdrol speelt in de film. De originele versie van het nummer was van Billy Nicholls' band White Horse in 1977. Het nummer kreeg pas bekendheid in de versie van Daltrey. De single werd geproduceerd door Jeff Wayne.
De B-kant van de single verschilde per land van uitgave. In de VS stond "Escape Part 1" op de B-kant, in Nederland "My Time is Gonna Come" en in België "Say It Ain't So, Joe".
De single is in de Verenigde Staten en een aantal Europese landen uitgebracht. Alleen in Nederland en Vlaanderen werd het een grote hit en bereikte het de tweede plaats in de Top 40 en de vijfde plek in de Ultratop 50. In de VS kwam het niet verder dan een twintigste plek, in Daltrey's thuisland bleef het steken op plaats 55 in de UK Singles Chart.

## NPO Radio 2 Top 2000
| Nummer met noteringen in de NPO Radio 2 Top 2000 | '99  | '00  | '01  | '02  | '03  | '04  | '05  | '06  | '07  | '08  | '09  | '10  | '11  |
| ------------------------------------------------ | ---- | ---- | ---- | ---- | ---- | ---- | ---- | ---- | ---- | ---- | ---- | ---- | ---- |
| Without Your Love                                | 1263 | 1052 | 1182 | 1536 | 1273 | 1508 | 1255 | 1359 | 1875 | 1452 | 1647 | 1771 | 1960 |

1. ↑  Een vetgedrukt getal geeft de hoogste notering aan.
2. ↑  Deze tabel is bijgewerkt tot en met de laatste editie (2024).